# Pyrenocyclus ambiguus
Pyrenocyclus ambiguus är en svampart som beskrevs av Petr. 1955. Pyrenocyclus ambiguus ingår i släktet Pyrenocyclus, klassen Dothideomycetes, divisionen sporsäcksvampar och riket svampar.   Inga underarter finns listade i Catalogue of Life.